# كلاوس كلاينفيلد
كلاوس كريستيان كلاينفيلد (ولد في 6 نوفمبر 1957) عمل كرئيس مجلس الإدارة والرئيس التنفيذي لشركة أركونيك. كلاينفيلد هو الرئيس السابق والرئيس التنفيذي لشركة ألكوا، والرئيس والرئيس التنفيذي السابق لمجموعة "سيمنس". استقال كلاينفيلد من منصبه كرئيس ومدير تنفيذي لشركة أركونيك في 17 أبريل 2017 ، في أكتوبر 2017 ، ساهم كلاينفيلد بشكل مباشر منذ يونيو 2017 في وضع لبنات إنجاز الخطوات الأولية في مشروع «نيوم». أعلن صندوق الاستثمارات العامة السعودية، عن توقيع ولي العهد السعودي الأمير محمد بن سلمان عقد تعيين الألماني كلاوس كلاينفيلد مستشارًا له في مشروع "نيوم".
بدأت حياة كلاينفيلد المهنية في شركة "Kleinfeld" للاستشارات في ألمانيا، ومن ثم كان مديرا لإنتاج المنتجات الاستراتيجية في قسم المستحضرات الصيدلانية في شركة "CIBA-GEIGY" السويسرية. وفي عام 1987 انتقل كلاينفيلد إلى «سيمنز»، حيث عمل في مجموعة المبيعات والتسويق، وبعد ذلك بعام انتقل إلى قسم التخطيط والاستراتيجية للشركة، ليترأس بعدها إدارة «مجموعة سيمنز للاستشارات الإدارية». وفي عام 2001، أصبح كلاينفيلد المسؤول التنفيذي الأول في المكتب الإقليمي لشركة «سيمنز» في الولايات المتحدة، وفي 2005 ترأس كلاينفيلد «سيمنز»، لينتقل بعدها بعامين إلى «ألكوا»، حيث أصبح الرئيس التنفيذي شركة الألومنيوم، وفي أبريل 2017 ترك منصبه في «ألكوا»،

## روابط خارجية
- كلاوس كلاينفيلد على موقع مونزينجر (الألمانية)
- كلاوس كلاينفيلد على موقع إن إن دي بي (الإنجليزية)